# Timebelle
Timebelle — швейцарская группа из Берна, в настоящее время состоящая из вокалистки Мируны Манэску, барабанщика Самуила Форстера и мульти-инструменталиста Эммануэля Даниэля Андреску. Раньше в неё входили аккордеонист Раде Миятович, гитарист Кристоф Сигрист и басист Шандор Торок. Группа была образована из пяти членов бойз-бенда, а его участники были студентами в университете Берна. Вскоре их румынским продюсером Михаем Александру в группу в качестве вокалистки была принята Манэску. Название группы можно перевести как «отмеряй время лаем» (time belle). Оно взято в честь Цитглогге, башни со звучащими часами, одной из главных достопримечательностей Берна.
Группа представляла Швейцарию на Евровидении 2017 с песней «Apollo». они ранее пытались представлять Швейцарию на Евровидении 2015 с песней «Singing About Love», но заняла второе место в швейцарском национальном финале.

## Состав

### В настоящее время
- Мируна Манэску — вокал (из Румынии)
- Сэмюэл Фостер — ударные (из Швейцарии)
- Эмануэль Даниэль Андреску — саксофон, кларнет, фортепиано (из Румынии)

### Бывшие члены
- Раде Миятович — аккордеон (из Сербии)
- Кристоф Сигрист — гитара (из Швейцарии)
- Шандор Торок — бас (из Венгрии)

## Дискография

### Синглы
| «Singing About Love»                                             | 2015 | - | Non-album single |
| «Desperado»                                                      | 2015 | - | Non-album single |
| «Are You Ready?»                                                 | 2015 | - | Non-album single |
| «Apollo»                                                         | 2017 | - | Non-album single |
| «—» обозначает, что песня не попала в чарт или не была выпущена. |      |   |                  |